# Subhas Chandra Bose
Subhas Chandra Bose (Hindi: सुभाष चन्द्र बोस; Bengali: সুভাষচন্দ্র বসু) (Cuttack, 23 gennaio 1897 – Taihoku, 18 agosto 1945) è stato un politico e militare indiano, figura centrale della lotta per l'indipendenza dell'India e presidente e capo politico durante la Seconda guerra mondiale di un governo filo-giapponese alleato dell'Asse.
Attualmente Bose è considerato un eroe nazionale, come testimoniano le statue per lui allestite a Calcutta e in tutta l'India.

## Biografia
Conosciuto con il nome di Netaji (Condottiero), Bose fu presidente del Partito del Congresso Indiano e fautore dell'indipendenza dell'India dal Raj Britannico. Condivideva le idee di indipendenza del Mahatma Gandhi, ma non i suoi metodi di lotta non-violenta. Per raggiungere il suo ideale, cercò ed ottenne alleanze con i nemici dell'Impero britannico, Benito Mussolini e Adolf Hitler. Senza esito fu il suo tentativo di allacciare rapporti con Stalin e l'Unione Sovietica. Ciò lo portò ad inserirsi nel contesto della seconda guerra mondiale appoggiando la politica delle potenze dell'Asse.
Dopo l'accordo con Himmler, Ministro degli Interni nella Germania nazista, Bose partì a bordo di un sommergibile tedesco alla volta del Giappone, dove intendeva spingere alla diserzione i soldati indù arruolati nell'Esercito anglo-indiano. Uno dei suoi motti principali era "Lottare per l'India libera è meglio che lottare per i britannici che l'hanno resa schiava". A seguito della conquista della Birmania e di parte del Bengala, formò il "governo dell'India Libera" (chiamato "Azad Hind"), con sede prima a Singapore e poi a Port Blair nelle isole Andamane e Nicobare occupate dai giapponesi; prese quindi parte, nel novembre 1943, alla Conferenza della Grande Asia orientale, con gli altri dirigenti dei governi guidati dal Giappone in Asia.
Sostenne l'alleanza con le nazioni dell'Asse, promuovendo in Germania la formazione di battaglioni dei volontari indiani, che disertando dall'esercito britannico furono inquadrati nella Legione SS "India Libera", operante in Europa e Africa, poi organizzò l'Esercito Nazionale Indiano nel Sud est asiatico. 
Ci sono molti misteri attorno alla morte di Bose. Alcuni storici credono che sia deceduto in un incidente aereo il 18 agosto 1945 all'aeroporto di Taihoku, ma tale versione non è stata confermata. La Commissione Mukherjee, nominata nel 1999 dal governo indiano, ha concluso nel 2005 che Bose non morì nell’incidente aereo di Taihoku del 1945.
In suo onore è stato nominato l'Aeroporto Internazionale di Calcutta (Aeroporto Internazionale Netaji Subhash Chandra Bose).